# عبد العظيم فنجان
عبد العظيم فنجان (1955-) هو شاعر عراقي. صدرت له افكر مثل شجرة، والحب - حسب التوقيت البغدادي

## كتب
- أفكر مثل شجرة ، مجموعة شعرية ، منشورات دار الجمل، 128 صفحة، (ردمك 9783899301885)، 2009.[3]
- الحب - حسب التوقيت البغدادي، مجموعة شعرية، منشورات الجمل، 112 صفحة، 2012.[4]
- الحب - حسب التقويم السومري، منشورات الجمل، 128 صفحة، 2013.[5]
- كيف تفوز بوردة، منشورات الجمل، 114 صفحة، (ردمك 9789933350321 ، وردمك 9933350323)، 2014.[6]
- كمشة فراشات، منشورات الجمل، 128 صفحة، (ردمك 9789933352653)، 2016.[7]
- الملائكة تعود إلى العمل، الآن ناشرون وموزعون، 131 صفحة، (ردمك 9789923130810)، 2019.[8]
- الأعمال الشعرية، دار سطور للنشر والتوزيع، 528 صفحة، (ردمك 9789922608983)، 2020.[9]